# Paraphellia lineata
Paraphellia lineata is een zeeanemonensoort uit de familie Hormathiidae. De anemoon komt uit het geslacht Paraphellia. Paraphellia lineata werd in 1893 voor het eerst wetenschappelijk beschreven door Haddon & Shackleton. 